# Mélicourt

Mélicourt este o comună în departamentul Eure, Franța. În 1 ianuarie 2022 avea o populație de 92 de locuitori.